# NGC 5491B
NGC 5491B is een compact sterrenstelsel in het sterrenbeeld Maagd. Het hemelobject werd op 12 mei 1793 ontdekt door de Duits-Britse astronoom William Herschel.

## Synoniemen
- NPM1G +06.0411
- PGC 214225